# Субота ујутру
„Субота ујутру” (Sobota, dopoldne) је југословенски и словеначки ТВ филм из 1977. године. Режирао га је Антон Томашић а сценарио је написао Душан Јовановић.

## Улоге
| Глумац                | Улога |
| --------------------- | ----- |
| Душа Почкај           |       |
| Данило Бата Стојковић |       |
| Арнолд Товорник       |       |
| Милена Зупанчић       |       |